# Харта (Бач-Кишкун)
Харта (мађ. Harta (Magyarország),  , хрв. Hartava или Karta) је село у Мађарској, јужном делу државе. Село је насељено место Бач-Кишкунске жупаније, са седиштем у Калочи.

## Положај
Харта се налази поред Дунава, око 100 километара јужно од Будимпеште.
Суседна насеља су: Шолт са севера, Дунатететлен са североистока, Акасто са истока, Кишкереш са југоистока, Дунапатај са југа, Мадоча са запада и Белчке са северозапада. Последња два насеља су већ на другој страни  Дунава.

## Историја
Харта и њена околина били су насељени од давнина, о чему сведочи велики број археолошких налаза. У земљи су пронађени трагови насеља из бронзаног и аварског доба, а недавно је овде ископано гробље са богатим артефактима из мађарског освајачког периода.
Име насеља се у документима први пут помиње 1187. године. Његово име је написано као Хорта 1193. и Харта 1289. године.
Године 1187. краљица Ефросина (1146), жена краља Гезе дала је део Харте крсташима из Секешфехервара, док је други део Харте био дворац Фехервар.
Насеље је постало ненасељено за време татарске окупације, а опустошено дворско земљиште (поред земље дворских кметова и хартајских племића). Краљ Ласло га је дао Шебешчену Вејтејиу 1289. и описао његову границу. Граница описана у уверењу, почев од јужне обале Дунава ка истоку, „Повеља дворских кметова и племића” одговара данашњој области „Нађхарта пуста”, која се налази поред Дунапатаја. На северу се граничи са селима Еле и Силе (сада напуштена).
Насеље се у документима помиње као Харта, Киш-Харта, а 1455. године Нађ-Харта. Године 1455. имање Михаља Миколаја и Балинта. Године 1573, у турско доба, био је део замка Секешфехервар. У попису из 1686. већ се помиње као ненасељено место. Између 1722. и 1724. године, властелин насеља био је гроф Пал Радаји, који је у напуштено село населио Немце из Виртемберга, Хесена, Палатината и Шпајера.
Почетком 20. века округ Пешта-Пилиш-Шолт-Кишкун припадао је округу Дунавечејии.
Године 1910. од 4.967 становника 1.968 су били Мађари и 2.962 Немци. Од тога је 1.447 било римокатолика, 836 реформираних, а 2.626 лутерана. по попису из 2001. године, 6,4% становништва било је Швапско становништво, а остало углавном Мађари.
Насеље је такође обухватало Хартаибојар и Хартаимикла, као и пустаре Дунатететлен и Ершекихарта.

### Градоначелници
- 1990–1991: Рожа Аранка Халак Петерне Лер (независан)[3][4]
- 1991–1994: Јанош Лејтерт (независан)[5]
- 1994–1998: Иштван Андраш (независан)[6]
- 1998–2002: Иштван Андраш (независан)[7]
- 2002–2006: Иштван Андраш (независан)[8]
- 2006–2010: Иштван Андраш (независан)[9]
- 2010–2014: Иштван Андраш (независан)[10]
- 2014–2019: Ласло Доленштајн (независан)[11]
- 2019-данас: Ласло Доленштајн (независан)[12]

### Демографија
Током пописа 2011. године, 83,9% становника се изјаснило као Мађари, 3,6% као Роми, 20,9% као Немци и 0,3% као Румуни (15,9% се није изјаснило; због двојног идентитета, укупан број већи може бити на 100 %). 
Верска дистрибуција је била следећа: римокатолици 26,4%, реформисани 12,2%, лутерани 23%, гркокатолици 0,5%, неденоминациони 11,8% (24,9% се није изјаснило).